# Chouteau County
Chouteau County är ett administrativt område i delstaten Montana, USA. År 2010 hade county 5 813 invånare.  Den administrativa huvudorten (county seat) är Fort Benton. 

## Geografi
Enligt United States Census Bureau så har countyt en total area på 10 352 km². 10 290 km² av den arean är land och 62 km² är vatten. 

### Angränsande countyn
- Liberty County, Montana - nord
- Hill County, Montana - nord
- Blaine County, Montana - öst
- Fergus County, Montana - sydost
- Judith Basin County, Montana - syd
- Cascade County, Montana - syd
- Teton County, Montana - väst
- Pondera County, Montana - nordväst